# Vashka (sjö i Antarktis)
Vashka är en sjö i Antarktis. Den ligger i Östantarktis. Nya Zeeland gör anspråk på området. Vashka ligger 793 meter över havet.